# Deutsch-Arabische Gesellschaft
Die Deutsch-Arabische Gesellschaft e. V. (DAG) ist ein gemeinnütziger Verein. Sie wurde 1966 in Würzburg gegründet, Sitz und Geschäftsstelle des Vereins befinden sich in Berlin.

## Grundlagen
Anspruch der Deutsch-Arabischen Gesellschaft ist der kontinuierliche Ausbau der deutsch-arabischen Freundschaft und die Vertiefung der wirtschaftlichen, politischen und kulturellen Beziehungen zwischen Deutschland und der arabischen Welt.
Zentrale Punkte der Satzung der Deutsch-Arabische Gesellschaft sind:
- die deutsch-arabische Freundschaft zu fördern;
- die Bürger der arabischen Länder und der Bundesrepublik Deutschland hinreichend und objektiv über die beide Seiten interessierenden Probleme, Fragen und Geschehnisse zu unterrichten;
- Beziehungen auf den Gebieten der Kultur, Forschung und Wissenschaft zu fördern und zu vertiefen;
- die politischen und wirtschaftlichen Beziehungen, hier vor allem die Projekte der Entwicklungshilfe zwischen den arabischen Ländern und der Bundesrepublik Deutschland zu fördern und zu intensivieren;
- die Betreuung der in der Bundesrepublik lebenden Araber;
- Unterstützung bedürftiger Personen vor allem in den arabischen Staaten.

## Strukturen und Organe

### Vorstand
Präsident:
- Die Position des Präsidenten ist derzeit nicht besetzt.

Ehrenpräsidenten:
- Ernst J. Trapp Trapp Construction International GmbH,[3][4] Wesel
- Faisal Abdul Majeed Bin Abdul Majedd Bin Abdulazis Al Saud

Vize-Präsidenten:
- Bassam Helou, CEO, TRANSUMED GmbH Medizintechnik, Koblenz, Berlin
- Ida di Pietro, UNO-Diplomatin a. D.
- Ali Memari Fard, Senior-Advisor, CMPAG mbH, Dessau
- Ayad Al-Ani, Wirtschaftswissenschaftler,[5][6] Humboldt Institut für Internet u. Gesellschaft, Berlin
- Christoph Rangger, Facharzt für Orthopädie und Unfallchirurgie, Optimum Orthopädie, Frankfurt/Main

Generalsekretär:
- Harald Moritz Bock, Ministerialrat a. D.

Schatzmeister:
- Oliver Klein, Steuerberater und Rechtsanwalt.

### Beirat
Der Beirat soll den Vorstand bei der Durchführung des Arbeitsprogramms und in allen deutsch-arabischen Fragen beraten. Ihm gehören neben dem Vorsitzenden die Botschafter der Arabischen Länder in Deutschland an, sowie weitere Personen, die vom Vorstand jeweils für die Dauer von drei Jahren berufen werden.

### Geschichte des Vorstands
Präsident der DAG war von 1981 bis 1991 sowie von 1993 bis zu seinem Tod im Jahr 2003 der ehemalige Vizekanzler und Bundesminister für Wirtschaft Jürgen Möllemann. Dazwischen war kurzfristig der ehemalige Vize-Präsident der DAG und SPD-Politiker Dieter Schinzel von 1991 bis 1993 Präsident der Gesellschaft. 2004 wurde der frühere bayerische Wirtschaftsminister Otto Wiesheu zum Nachfolger Möllemanns gewählt. Im März 2007 trat Wiesheu von dem Amt zurück, nachdem ihm eine große Mehrheit der Mitglieder eine von ihm angestrebte Satzungsänderung nicht bewilligte. Zum Nachfolger als Präsident der DAG wurde Peter Scholl-Latour einstimmig gewählt; er war bereits 1986 in den Beirat der DAG berufen worden. Scholl-Latour wurde im Dezember 2008, sowie in den Folgejahren bis einschließlich 2014, durch die Mitgliederversammlung und ordentliche Wahl einstimmig als Präsident bestätigt. Mit dem Tod Peter Scholl-Latours am 16. August 2014 traten an seine Stelle die Vizepräsidenten. Die Vizepräsidenten, Ernst J. Trapp und Ulrich Kienzle waren interimistisch bis zur Neuwahl des Präsidenten Sprecher des Präsidiums.
Vizepräsidenten der DAG waren in den 1980er Jahren der Würzburger Rechtsanwalt und Mero-Geschäftsführer Horst Klose, 2013 u. a. der Unternehmer Ernst J. Trapp und der TV-Publizist Ulrich Kienzle. Das Amt des Generalsekretärs hat Ministerialrat a. D. Harald Moritz Bock inne. Schatzmeister der DAG war der Rechtsanwalt und Steuerberater Oliver Klein. Ferner gehörten als Vizepräsidenten dem Vorstand der langjährige Leiter der Vertretung Palästinas in den Nordischen Ländern Abdul-Rahman Alawi, Botschafter a. D. Gerhard Fulda, die Unternehmer Bassam Helou und Ali Memari Fard, Alexander Krah, Sinan Carikci sowie Ibrahim El-Zayat an. Ehrenpräsident der DAG ist seit Oktober 2007 Prinz Faisal ibn Abdul Majeed Al Saud von Saudi-Arabien.
Vorsitzende des Beirates wurde im April 2010 die Europaabgeordnete Alexandra Thein.

## Sonstiges
- Am 29. März 1986 fand ein Bombenanschlag auf die Einrichtung statt. Sieben Menschen wurden zum Teil lebensgefährlich verletzt. Als Attentäter wurden die in Berlin lebenden Jordanier Ahmed Hasi (35) und Faruk Salama (40) zu 13 bzw. 14 Jahre Haft verurteilt.[10]

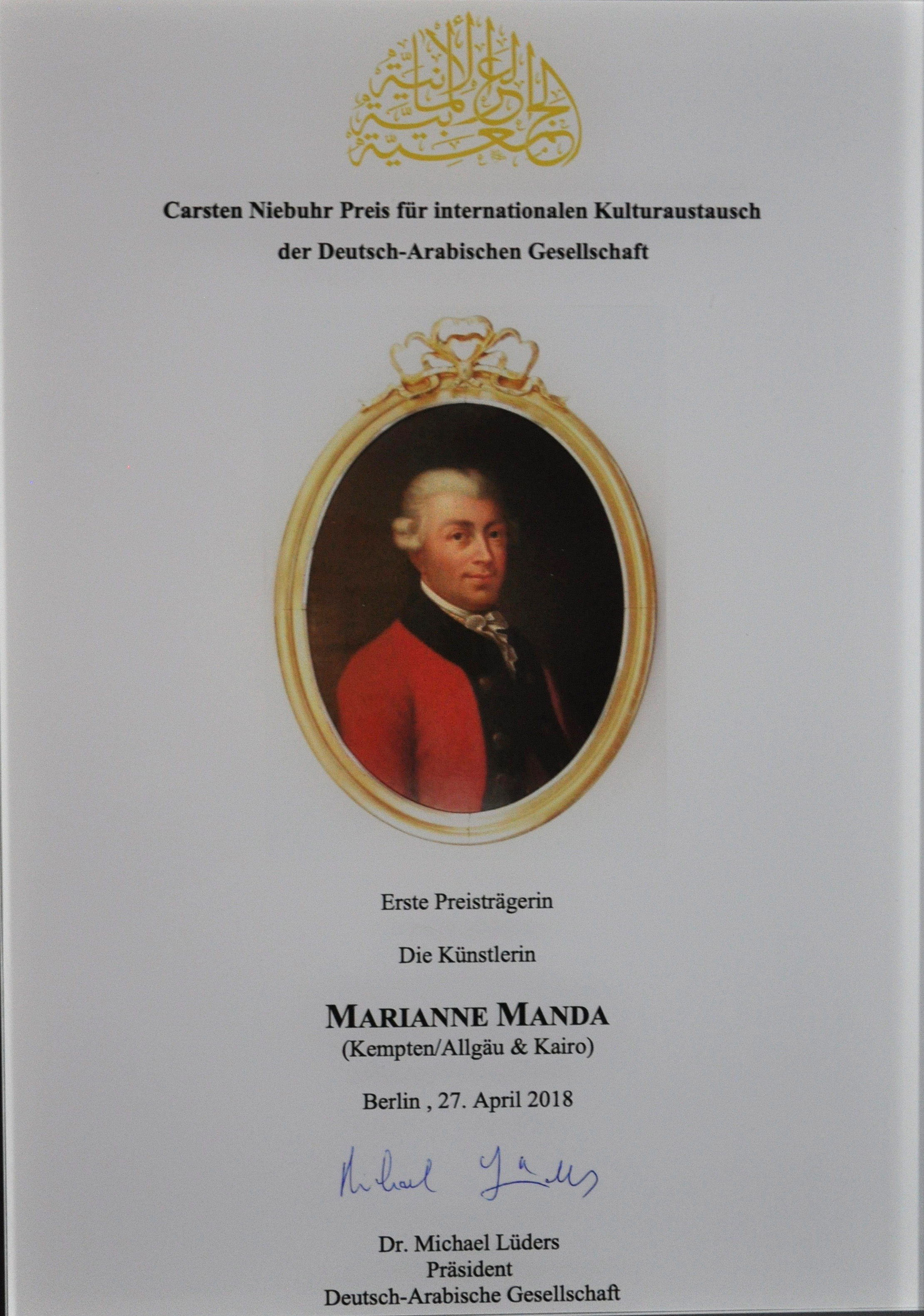
Urkunde zum Carsten Niebuhr Preis 2018.

- Urkunde zum Carsten Niebuhr Preis 2018.Die Deutsch-Arabische Gesellschaft vergibt in unregelmäßiger Folge den „Friedrich II. von Hohenstaufen-Preis für gelebte Freundschaft der Völker und Integration der Nationen“, erstmals ging er 1986 an Bruno Kreisky.[11] Im Jahr 2018 wurde der Preis an Leoluca Orlando verliehen.[12] Preisträger des Jahres 2019 war der ehemalige UN-Diplomat Hans-Christof von Sponeck.[13]
- Seit 2018 verleiht die Deutsch-Arabische Gesellschaft jährlich den Carsten-Niebuhr-Preis für internationalen Kulturaustausch. Erste Preisträgerin war 2018 die Künstlerin Marianne Manda.[14] 2019 wurde der Preis an Walter Sommerfeld verliehen.[15] Aufgrund der COVID-19-Pandemie wurde die Preisverleihung in den Jahren 2020 und 2021 ausgesetzt. Im Jahr 2022 ging der Preis an den Wirtschaftswissenschaftler Volker Nienhaus.[16]